# 瓦萊納 (密西西比州)
瓦萊納（英語：Valena）是位於美國密西西比州阿塔拉縣的鬼鎮。

## 歷史
瓦萊納的郵局於1837年設立，其後於1840年停運。

## 地理
瓦萊納所處的海拔為高於海平面70米（即230英呎），而該地所採用的時區為UTC-6，即北美中部時區（CST）。同時該地設有夏令時間，為UTC-6調快一小時，即UTC-5（CDT）。